# ソ連の文化
ソ連の文化、またはソビエト文化には、主にソ連政府が認めた「公式文化、大衆文化、民間文化」など三つの面が含まれるが、政府が認めない「非公式文化」も含まれている。また、ソ連が存在していた間に生まれた全ての文化を指すこともできる。
ソ連の文化は、その69年の歴史の中でいくつかの段階をへて発展しいた。多くの文化的な基盤はロシア人によるものだったが、ほかの15の加盟共和国もそれぞれの民族文化の発展に貢献しており、例えば、加盟国であるウクライナやベラルーシはソ連時代で非常に複雑な民族文化が発展していた。ソ連政府は文化機関を支援しつづける一方で、厳格な検閲制度も実施していて、特にスターリン統治下のソ連には、全ての芸術や文学・映画は政府によって社会主義リアリズムの枠組みに強制され、ほかの思想は厳しく抑圧されていた。しかし、一定の社会的自由化も見られ、女性の平等はソ連時代で、ある程度進展していた。
なお、中国（中華人民共和国）や北朝鮮の美学も、ソ連の社会主義リアリズムから影響を受けている。

## 歴史

### 帝政ロシアを打倒した後
ロシア・アヴァンギャルドは、ロシアにおけるモダニズムの一潮流であり、その最盛期は1914年から1922年にかけてであった。

### レーニン時代
1918年から1929年の間、ソ連政府は文学家や芸術家に対して比較的寛容な姿勢をとり、多様な「文化を共産主義化にする」の実験が行われ、独自のソビエト流の芸術や書き言葉を模索していた。
この時期は「新経済政策」の影響で、ソ連社会は帝政ロシアの時と比べて、圧倒的な自由状態になっており、過去で試すことができない「文化改造実験」を次々と行われていた。政府は多様な芸術表現を許容していたが、それが「公然と当局に敵対しない限り」という条件があった。芸術や文学の分野では、伝統を復活する派から急進的な理想派まで、さまざまな文化派閥が生まれていた。共産主義作家のマクシム・ゴーリキーやウラジーミル・マヤコフスキーもこの時期に活躍していたが、後には一部の作品が弾圧され、社会主義的な政治内容のない作品は出版されなくなった。また、映画は文盲層にも影響を与える手段として奨励され、映画監督のセルゲイ・エイゼンシュタインもこの時期に多くの代表作を制作していた。
教育分野では、アナトリー・ルナチャルスキーの指導のもと、進歩的な教育理論に基づいた実験が行われていた。また、国家は初等・中等教育の拡充に努めつつ、働く成人向けの夜間学校も設置していた。高等教育では、無産階級出身の学生を優先する政策が取られ、この影響で教育の質にも変化があった。
新経済政策のもと、戦時共産主義期に始まった宗教への厳しい弾圧は緩和されていたが、無神論の普及も続いた。ソ連共産党はロシア正教会内の改革運動を支持し、教会への信仰を弱めようとしていたが、この運動は1920年代後半に消滅し、正教会を弾圧することに転換した。
家庭生活でも寛容な態度が広がり、堕胎が合法化され、離婚がしやすくなっていた。一方で、公設食堂が増え、個人家庭での台所の利用は減少していた。

#### 文化革命
文化革命は、ソビエト・ロシアおよびソ連で行われた一連の施策で、社会の文化的およびイデオロギー的な生活を根本的に再構築し、社会主義社会の建設の一環として新しいタイプの文化を形成することを目的としていた。この中で、知識人の中で労働者階級出身者の割合を増やし、「新しい人間」を育成することも目指された。1930年代には、文化革命は産業化や集団化と並ぶ社会および経済の大変革の一部として理解されていた。

#### 社会主義リアリズム（ソシアリズム）
社会主義リアリズムは、ソ連の文学と芸術で主要な表現方法とされた。

### スターリン後の時代
第二のロシア・アヴァンギャルドは、ロシアの芸術運動であり、特に美術と詩において、1950年代半ばから1980年代末にかけて展開された。その誕生はフルシチョフの雪解け（1955年以降）や1957年の第6回世界青年学生祭典に関連していた。

#### ソツ・アート
ソツ・アートは、1970年代のソ連で生まれたポストモダン芸術の一形態で、当時の国家イデオロギーに対抗する「オルタナティブ文化」の一環として発展した。

#### ペレストロイカ期
協同組合による映画制作や「チェルヌハ（暗い内容を扱う作品）」などが登場した。